# Domosclerus corrugatus
Domosclerus corrugatus är en mossdjursart som först beskrevs av Busk 1884.  Domosclerus corrugatus ingår i släktet Domosclerus och familjen Bifaxariidae. Inga underarter finns listade i Catalogue of Life.